# Década de 840
Séculos: (Século VIII - Século IX - Século X)
Décadas: 790 800 810 820 830 - 840 - 850 860 870 880 890
Anos: 840 - 841 - 842 - 843 - 844 - 845 - 846 - 847 - 848 - 849